# Banaat

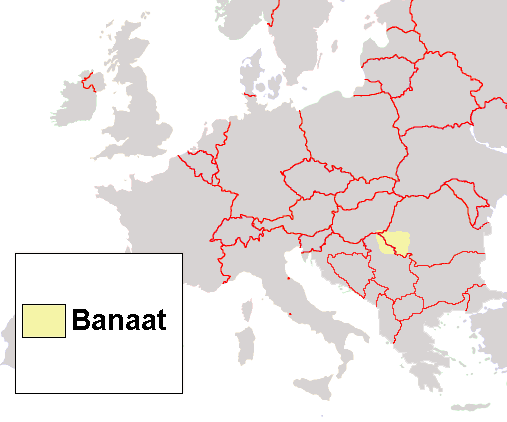

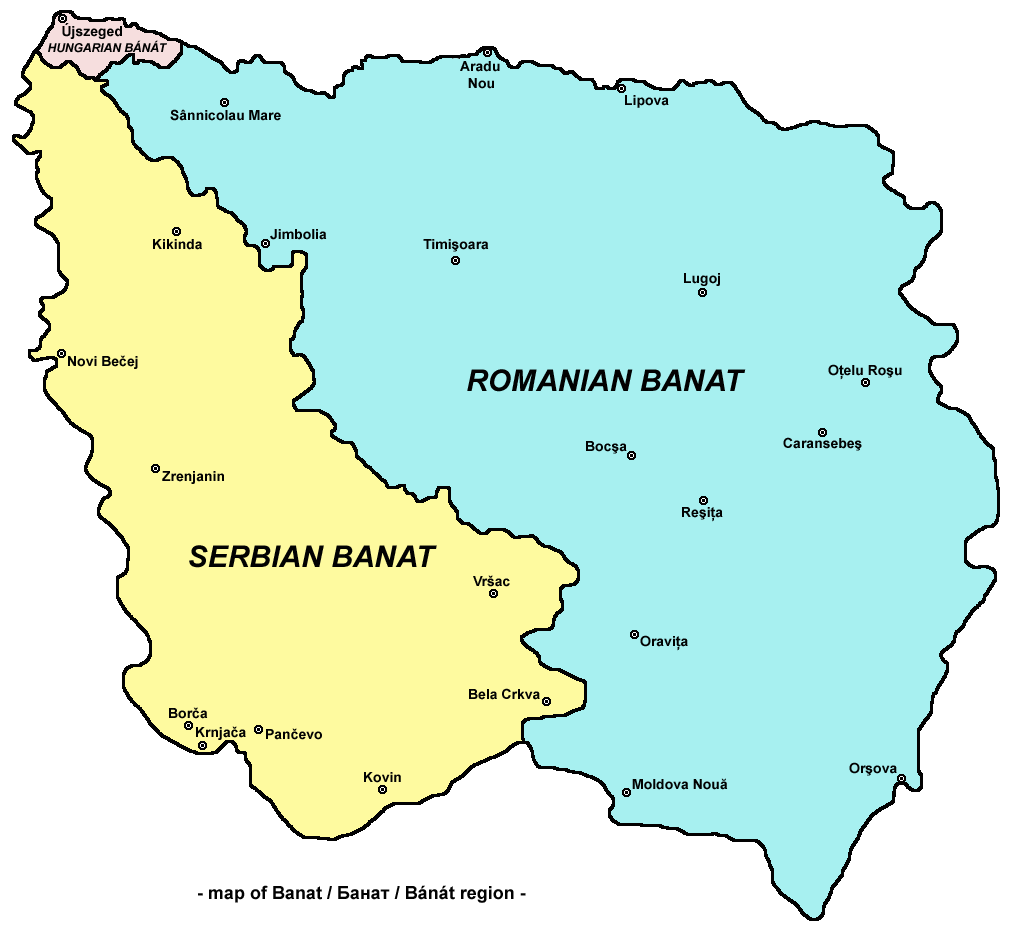

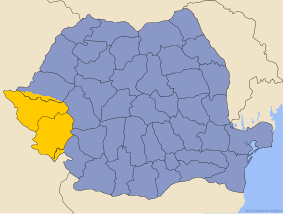
Het Roemeense deel van het Banaat

Het Banaat (Roemeens: Banat, Servisch: Банат; Banat, Hongaars: Bánát of Bánság, Duits: Banat, Slowaaks: Banát of Banat, Bulgaars: Банат; Banater Bulgaars: Banat) is een geografische en historische regio in Centraal-Europa op het grondgebied van Roemenië, Servië (Vojvodina) en Hongarije.
De regio ligt op de Pannonische vlakte en wordt begrensd door de Donau in het zuiden, de Tisza in het westen, de Mureș in het noorden en de Zuidelijke Karpaten in het oosten. De grootste stad in het Banaat is Timișoara dat er, voor zover het gebied een bestuurlijke eenheid vormde, de hoofdstad van was.

## Naam
De term banaat werd gebruikt voor een op de Balkan liggend (grens)gebied dat werd bestuurd door een ban of banus, een hoge regeringsambtenaar, die fungeerde als landvoogd. In het Koninkrijk Hongarije waren er verscheidene banaten, zoals het banaat van Dalmatië, Slavonië, Bosnië en Kroatië; deze verdwenen na de Turkenoorlogen. Het hier bedoelde Banaat stond aanvankelijk bekend als het Temesbanaat. Het kreeg zijn naam van de Oostenrijkers, die het gebied in 1716 op de Turken hadden veroverd (in 1718 bezegeld door de Vrede van Passarowitz). Dit Banaat is evenwel nooit door een ban geregeerd.

## Geschiedenis
Het Ottomaanse Rijk heeft het gebied twee eeuwen in handen gehad. In 1718 werd ook het Banaat door de Oostenrijkers heroverd. Het gebied had tot de Turkse inval van 1552 tot het Koninkrijk Hongarije behoord. In de 14e en 15e eeuw en ook later hadden er zich veel Serviërs en Roemenen gevestigd. Op grond van naamlijsten van dorpen die schatplichtig waren aan de Turken, concluderen de meeste historici dat de Roemenen toen de meerderheid van de bevolking vormden, gevolgd door de Serviërs.
Na de verovering door Oostenrijk werd er een actieve kolonisatiepolitiek opgezet met als doelen het in cultuur brengen van het land, militaire versterking van het grensgebied en verspreiding van het rooms-katholicisme. Naast Serviërs en Roemenen kwamen er ook Kroaten, Bulgaren en Duitse Zwaben zich in de streek vestigen, wat het uitgesproken multi-etnische karakter van het gebied verklaart. Hongaren werden door Oostenrijk uitgesloten van kolonisatie. Het gebied stond als onderdeel van de Militärgrenze onder rechtstreeks gezag van Wenen. In 1751 kreeg het gebied onder keizerin Maria Theresia een burgerlijk bestuur: alleen een zuidelijke strook bleef tot de Militärgrenze behoren, tot de opheffing daarvan in 1781. In 1778 werd het Temes-banaat opgeheven en werd het gebied integraal bij Hongarije gevoegd, dat destijds nog ondergeschikt was aan Oostenrijk.
In 1836 werd het Hongaars tot taal van bestuur en rechtspraak in heel toenmalig Hongarije, dus ook in het Banaat en Transsylvanië.
In 1849 werd, als antwoord op de anti-Habsburgse opstand in Hongarije, binnen de Donaumonarchie het kroonland vojvodschap Servië en Temesbanaat opgericht, dat tot 1860 zou bestaan. Het omvatte behalve het Banaat (nu: Timişbanaat) ook de Bačka. In 1860 werd het Banaat met de opheffing van het kroonland weer rechtstreeks onderdeel van Hongarije. Het gebied zou tot de val van de Donaumonarchie onder drie comitaten vallen: Torontál in het westen, Temes in het midden en Krassó-Szörény in het oosten. De Ausgleich - het compromis - van 1867 betekende een verdere versterking van de positie van het Hongaarse koninkrijk binnen de Oostenrijk-Hongaarse Dubbelmonarchie. Het keizerrijk Oostenrijk heette voortaan Oostenrijk-Hongarije en gaf het opstandige Hongarije een gelijkwaardige plaats naast Oostenrijk, waarbij de Slavische bevolkingsgroepen en ook de Roemenen in de kou bleven staan. Ook niet-exclusief Hongaarstalige gebieden als het Banaat en Transsylvanië kwamen onder Hongaars gezag te liggen en ondergingen een zekere magyarisatiepolitiek (zie ook Hongaarse minderheid in Roemenië).
Na de Eerste Wereldoorlog, waarin de Donaumonarchie ten onder was gegaan, werd op 1 november 1918 in Timișoara de Banater Republiek uitgeroepen, die het multi-etnische karakter van het gebied had moeten bewaren, maar die evenwel slechts veertien dagen zou bestaan. Nadat het gebied diezelfde maand door Servische troepen was binnengevallen, werd op de Parijse vredesconferentie op 21 juni 1919 besloten het gebied op te delen. Hongarije moest het verlies van het grootste deel van het Banaat in 1920 in het Verdrag van Trianon erkennen. Roemenië kreeg 18.945 km², het Koninkrijk van Serviërs, Kroaten en Slovenen 9.307 km² (het gedeelte dat nu tot Servië behoort) en Hongarije behield 217 km². De grenzen van 1920 zijn sindsdien van kracht gebleven.

## Bevolking
Ten tijde van de deling bestond de bevolking van het Banaat uit 600.000 Roemenen, 450.000 Duitsers, 280.000 Serviërs, 200.000 Hongaren en 150.000 leden van andere bevolkingsgroepen, waaronder Slowaken, Kroaten, Joden, Bulgaren, Roethenen en Roma.

## Geografie

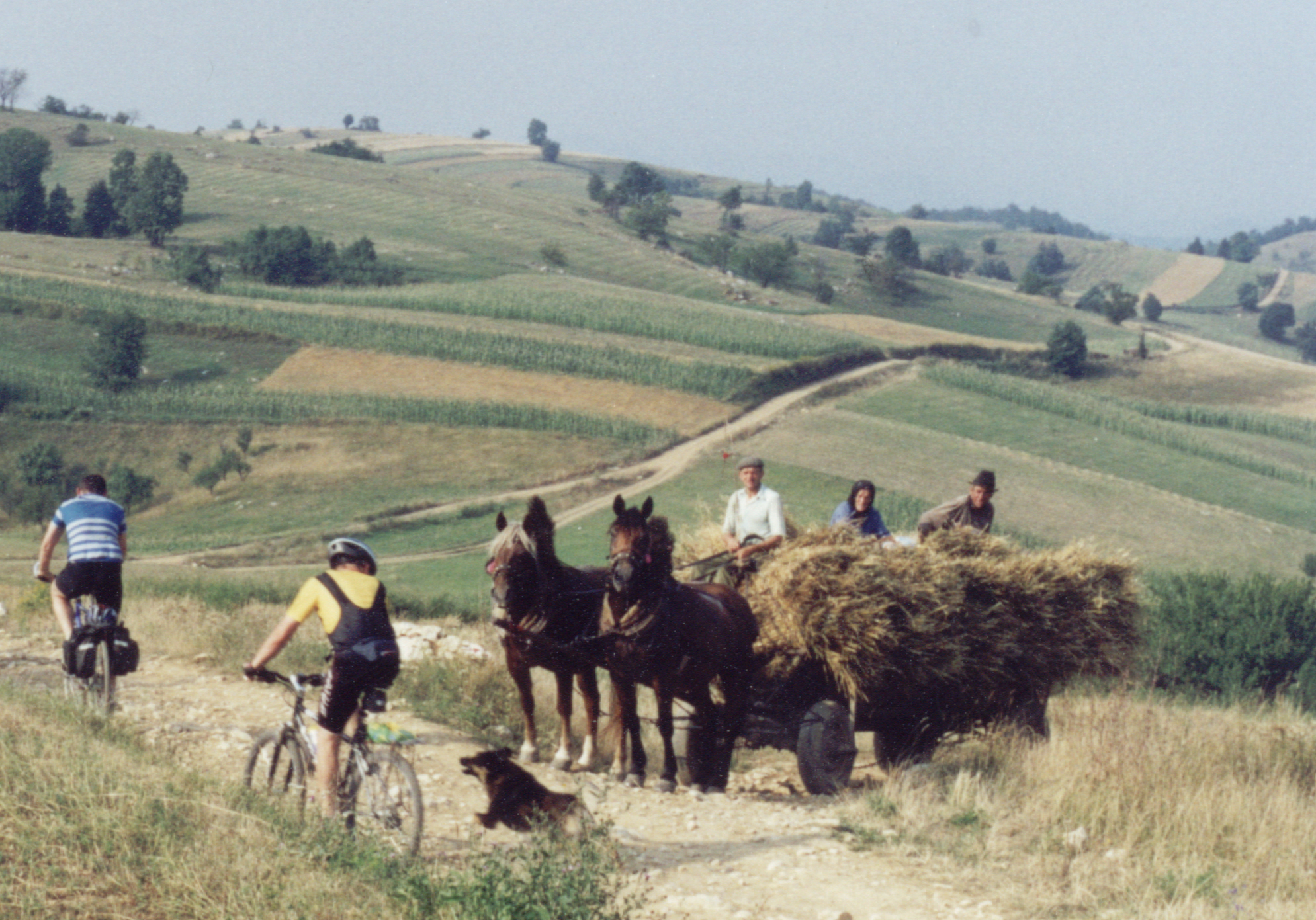
Gârnic

Het Banaat behoort grotendeels tot de Grote Hongaarse Laagvlakte en is een belangrijk landbouwgebied. In het oosten ligt het Banater Gebergte (Munții Banatului), de westelijke voortzetting van de Zuidelijke Karpaten.
De grootste steden in het Banaat zijn Timișoara en Reșița in Roemenië en Zrenjanin en Pančevo in Servië. In Hongarije is Kiszombor de grootste plaats die in het Banaat ligt. Drie grote steden zijn dankzij latere uitbreidingen een grensrivier van het Banaat overgestoken en zo gedeeltelijk in het Banaat komen te liggen: het zijn Arad en Szeged aan de Mureș (respectievelijk in Roemenië en Hongarije) en Belgrado aan de Donau in Servië.
Bestuurlijk is het Banaat thans als volgt ingedeeld:
- het oostelijke, Roemeense deel behoort tot de districten Timiș, Caraș-Severin, Arad en Mehedinți,
- het westelijke, Servische deel behoort tot de districten Severni Banat, Srednji Banat en Južni Banat in de autonome provincie Vojvodina en tot het district Belgrado in Centraal-Servië,
- het noordwestelijke, Hongaarse deel behoort tot het comitaat Csongrád.